# مدينة الملك فيصل الطبية بالمنطقة الجنوبية
مدينة الملك فيصل الطبية لخدمة مناطق المملكة الجنوبية (عسير، الباحة، جازان، نجران)
تحتوي المدينة على 1350 سريراً، اعتمد لها مبلغ تجاوز 4.2 مليارات ريال، وتشتمل على مستشفى تخصصي، ومركز للعيون، ومركز للقلب، ومركز للعلوم العصبية، ومركز للأورام، وغيرها من التخصصات النادرة مثل مركز العلاج الطبيعي والتأهيل، كما أن المدينة ستخدم مناطق المملكة الجنوبية الأربع وهي: عسير وجازان ونجران والباحة، والتي يبلغ عدد سكانها 4.200.000 نسمة.

## المساحة الإجمالية
المساحة الإجمالية للمستشفى بلغت 1.500.000 متر مربع وتقع علي طريق الملك عبد الله شرق مدينة أبها وعلى بعد 27 كم، وغرب مدينة خميس مشيط وعلى بعد 25 كم وجنوب شرق مطار أبها الإقليمي وعلى بعد 10 كم، وهو الطريق المؤدي إلى منطقتي جيزان ونجران.

## التصميم
تم تصميم المدينة الطبية بالكامل بالتماشي مع المقاييس المعمول بها والمتعارف عليها من قبل وزارة الصحة السعودية وجمعية المعماريين الأمريكية وكذلك متطلبات الأقسام المعنية المستخدمة للمستشفى وتوجيهات مجلس المباني الخضراء الأمريكي (USGBC) فيما يخص منشآت الرعاية الصحية، وقد روعي في تصميم المدينة أن تكون على شكل «هلال» لتأخذ طابعاً متميزاً وشعاراً لصحة الإنسان.

### المرحلة الأولى
المرحلة الأولى للمشروع تبلغ مساحتها الإجمالية 262836 متر مربع، وتشمل مستشفى تخصصي بسعة 500 سرير (يشمل جميع تخصصات الباطنية والجراحة وفروعها الدقيقة) ومقسمة إلى أربعة أبراج وارتفاع خمسة طوابق قابلة للامتداد العمودي إلى ثمانية طوابق، ويشمل كل طابق مابين 20 إلى 28 غرفة، تحتوي كل غرفة على سرير واحد لإعطاء الخصوصية والعناية الصحية المتميزة لكل مريض، كما تم إنشاء الغرف الذكية والرقمية ومبنى الطوارئ ومبني العيادات الخارجية (200 عيادة) مع وجود مختبرات وصيدليات غير مركزية لتخفيف حركة المريض وتقديم الخدمات المتميزة له بالإضافة إلى مكاتب للأطباء روعي فيها قربها من المبني الرئيسي ليسهل حركة الأطباء للعناية بمرضاهم المنومين.

### المرحلة الثانية
المرحلة الثانية من المشروع تشتمل على المراكز الطبية ومركز العلاج الطبي والتأهيل والإسكان والمراكز التخصصية منها مركزاً للعيون بسعة 100 سرير ويشمل على قسم التنويم الداخلي لمرضى العيون والعيادات الخارجية علماً أن أكثر من "80" من العمليات سيتم إجراءها عن طريق عمليات اليوم الواحد، ومركزاً للقلب بسعة 200 سرير ويشمل على قسم التنويم الداخلي لأمراض وجراحة القلب للأطفال والكبار ومعامل قسطرة القلب وعناية مركزة وعيادات خارجية، ومركز العلوم العصبية بسعة 150 سريرا ويشمل قسم التنويم الداخلي والعناية المركزة وعيادات خارجية ومعامل لتخطيط المخ وعلاج أمراض وجراحة المخ والأعصاب وفقرات الظهر والجراحات الحديثة لعلاج الصرع، ومركزاً للأورام بسعة 200 سرير ويشمل العلاج السريري الكيماوي والإشعاعي والجراحي وهناك 4 وحدات للعلاج الإشعاعي، ومركزاً للعلاج الطبيعي والتأهيل بسعة 200 سرير وتقدم خدمات التأهيل الطبي لجميع مرافق المدينة (تأهيل الكثير من العمليات مثل عمليات العظام والمخ والأعصاب والتحدث والنطق مثل مرضي زراعات القوقعة) ووحدات لزراعة الأعضاء ومركزاً للأبحاث.